# Estonija na Pesmi Evrovizije
Estonija se udeležuje Pesmi Evrovizije od leta 1993, enako kot Slovenija. Kot novinka leta 1993 se je morala udeležiti polfinalne prireditve vzhodnoevropskih držav v Ljubljani, kjer je zasedla 5. mesto in se ni uvrstila v finale. 
Estonska predstavnika Tanel Padar in Dave Benton iz leta 2001 sta s pesmijo Everybody zasedla prvo mesto in tako prinesla Estoniji prvo in do sedaj edino zmago. Estonija je s tem postala tudi prva država bivše Sovjetske zveze, ki je zmagala na Evroviziji. 
Zaradi zmage je Pesem Evrovizije 2002 potekala v estonski prestolnici Talin.
Po letu 2004, ko je bil uveden polfinalni večer, se Estoniji do leta 2009 ni uspela prebiti v finale, tega leta pa je skupina Urban symphony s pesmijo Rändajad (estonsko nomadi, popotniki) zasedla v finalnem izboru 6. mesto. 

## Estonski predstavniki
| Leto | Izvajalec                      | Pesem                                                | Prevod                             | Finale             | Točke              | Polfinale          | Točke              |
| ---- | ------------------------------ | ---------------------------------------------------- | ---------------------------------- | ------------------ | ------------------ | ------------------ | ------------------ |
| 1993 | Janika Sillamaa                | »Muretut meelt ja südametuld«                        | Misli brez žalosti in plameni srca | Brez finala        | Brez finala        | 5.                 | 47                 |
| 1994 | Silvi Vrait                    | »Nagu merelaine«                                     | Kot morski val                     | 24.                | 2                  | Ni bilo polfinalov | Ni bilo polfinalov |
| 1996 | Maarja-Liis Ilus & Ivo Linna   | »Kaelakee hääl«                                      | Glas ogrlice                       | 5.                 | 94                 | 5.                 | 106                |
| 1997 | Maarja                         | »Keelatud maa«                                       | Prepovedana dežela                 | 8.                 | 82                 | Ni bilo polfinalov | Ni bilo polfinalov |
| 1998 | Koit Toome                     | »Mere lapsed«                                        | Otroci morja                       | 12.                | 36                 | Ni bilo polfinalov | Ni bilo polfinalov |
| 1999 | Evelin Samuel & Camille        | »Diamond of Night«                                   | Diamant noči                       | 6.                 | 90                 | Ni bilo polfinalov | Ni bilo polfinalov |
| 2000 | Ines                           | »Once in a Lifetime«                                 | Enkrat v življenju                 | 4.                 | 98                 | Ni bilo polfinalov | Ni bilo polfinalov |
| 2001 | Tanel Padar, Dave Benton & 2XL | »Everybody«                                          | Vsi                                | 1.                 | 198                | Ni bilo polfinalov | Ni bilo polfinalov |
| 2002 | Sahlene                        | »Runaway«                                            | Pobeg                              | 3.                 | 111                | Ni bilo polfinalov | Ni bilo polfinalov |
| 2003 | Ruffus                         | »Eighties Coming Back«                               | Osemdeseta se vračajo              | 21.                | 14                 | Ni bilo polfinalov | Ni bilo polfinalov |
| 2004 | Neiokõsõ                       | »Tii«                                                | Cesta                              | Brez finala        | Brez finala        | 11.                | 57                 |
| 2005 | Suntribe                       | »Let's Get Loud«                                     | Bodimo glasni                      | Brez finala        | Brez finala        | 20.                | 31                 |
| 2006 | Sandra Oxenryd                 | »Through My Window«                                  | Skozi okno                         | Brez finala        | Brez finala        | 18.                | 28                 |
| 2007 | Gerli Padar                    | »Partners in Crime«                                  | Partnerja v zločinu                | Brez finala        | Brez finala        | 22.                | 33                 |
| 2008 | Kreisiraadio                   | »Leto svet«                                          | Poletna svetloba                   | Brez finala        | Brez finala        | 18.                | 8                  |
| 2009 | Urban Symphony                 | »Rändajad«                                           | Nomadi                             | 6.                 | 129                | 3.                 | 115                |
| 2010 | Malcolm Lincoln & Manpower 4   | »Siren«                                              | Sirena                             | Brez finala        | Brez finala        | 14.                | 39                 |
| 2011 | Getter Jaani                   | »Rockefeller Street«                                 | Rockefellerjeva ulica              | 24.                | 44                 | 9.                 | 60                 |
| 2012 | Ott Lepland                    | »Kuula«                                              | Prisluhni                          | 6.                 | 120                | 4.                 | 100                |
| 2013 | Birgit                         | »Et uus saaks alguse«                                | Da se lahko na novo začne          | 20.                | 19                 | 10.                | 52                 |
| 2014 | Tanja                          | »Amazing«                                            | Neverjetno                         | Brez finala        | Brez finala        | 12.                | 36                 |
| 2015 | Elina Born & Stig Rästa        | »Goodbye to Yesterday«                               | Slovo od včeraj                    | 7.                 | 106                | 3.                 | 105                |
| 2016 | Jüri Pootsman                  | »Play«                                               | Play                               | Brez finala        | Brez finala        | 18.                | 24                 |
| 2017 | Kooit Tome & Laura             | »Verona«                                             | Verona                             | Brez finala        | Brez finala        | 14.                | 85                 |
| 2018 | Elina Nechayeva                | »La forza«                                           | Moč                                | 8.                 | 245                | 5.                 | 201                |
| 2019 | Victor Crone                   | »Storm«                                              | Nevihta                            | 20.                | 76                 | 4.                 | 198                |
| 2020 | Uku Suviste                    | »What Love Is«                                       | Kaj je ljubezen                    | Festival odpovedan | Festival odpovedan | Festival odpovedan | Festival odpovedan |
| 2021 | Uku Suviste                    | »The Lucky One«                                      | Srečnež                            | Brez finala        | Brez finala        | 13.                | 58                 |
| 2022 | Stefan                         | »Hope«                                               | Upanje                             | 13.                | 141                | 5.                 | 209                |
| 2023 | Alika                          | »Bridges«                                            | Mostovi                            | 8.                 | 168                | 10.                | 74                 |
| 2024 | 5miinust & Puuluup             | »(Nendest) narkootikumidest ei tea me (küll) midagi« | O teh drogah ne vemo ničesar       | 20.                | 37                 | 6.                 | 79                 |
| 2025 | Tommy Cash                     | »Espresso macchiato«                                 | Espresso macchiato                 | 3.                 | 356                | 5.                 | 113                |

### Avtorske ekipe
| Leto | Pesem                       | Avtor glasbe                                                           | Avtor besedila                                                         |
| ---- | --------------------------- | ---------------------------------------------------------------------- | ---------------------------------------------------------------------- |
| 1993 | Muretut meelt ja südametuld | Andres Valkonen                                                        | Leelo Tungal                                                           |
| 1994 | Nagu merelaine              | Ivar Must                                                              | Leelo Tungal                                                           |
| 1996 | Kaelakee hääl               | Priit Pajusaar                                                         | Kaari Sillamaa                                                         |
| 1997 | Keelatud maa                | Harmo Kallaste                                                         | Kaari Sillamaa                                                         |
| 1998 | Mere lapsed                 | Maria Rahula, Tomi Rahula                                              | Peeter Pruuli                                                          |
| 1999 | Diamond of Night            | Priit Pajusaar, Glen Pilvre                                            | Maian-Anna Kärmas                                                      |
| 2000 | Once in a Lifetime          | Pearu Paulus, Ilmar Laisaar, Alar Kotkas                               | Jana Hallas                                                            |
| 2001 | Everybody                   | Ivar Must                                                              | Maian-Anna Kärmas                                                      |
| 2002 | Runaway                     | Pearu Paulus, Ilmar Laisaar, Alar Kotkas                               | Jana Hallas                                                            |
| 2003 | Eighties Coming Back        | Vaiko Eplik                                                            | Vaiko Eplik                                                            |
| 2004 | Tii                         | Priit Pajusaar, Glen Pilvre                                            | Aapo Ilves                                                             |
| 2005 | Let's Get Loud              | Sven Lõhmus                                                            | Sven Lõhmus                                                            |
| 2006 | Through My Window           | Pearu Paulus, Ilmar Laisaar, Alar Kotkas                               | Jana Hallas                                                            |
| 2007 | Partners in Crime           | Hendrik Sal-Saller                                                     | Berit Veiber                                                           |
| 2008 | Leto svet                   | Priit Pajusaar, Glen Pilvre, Tarmo Leinatamm, Peeter Oja, Hannes Võrno | Priit Pajusaar, Glen Pilvre, Tarmo Leinatamm, Peeter Oja, Hannes Võrno |
| 2009 | Rändajad                    | Sven Lõhmus                                                            | Sven Lõhmus                                                            |
| 2010 | Siren                       | Robin Juhkental                                                        | Robin Juhkental                                                        |
| 2011 | Rockefeller Street          | Sven Lõhmus                                                            | Sven Lõhmus                                                            |
| 2012 | Kuula                       | Aapo Ilves, Ott Lepland                                                | Aapo Ilves, Ott Lepland                                                |
| 2013 | Et uus saaks alguse         | Mihkel Mattisen                                                        | Mihkel Mattisen, Silvia Soro                                           |
| 2014 | Amazing                     | Timo Vendt, Tanja                                                      | Tanja                                                                  |
| 2015 | Goodbye to Yesterday        | Stig Rästa                                                             | Stig Rästa                                                             |
| 2016 | Play                        | Stig Rasta                                                             | Stig Rasta                                                             |